# Otón IV de Rietberg
El Conde Otón IV de Rietberg (fallecido el 5 o 6 de enero de 1553 en las afueras de Metz) fue Conde de Rietberg desde 1535 hasta su muerte.

## Biografía
Otón IV era el hijo mayor de Otón III y su primera esposa Ana de Sayn. En el contrato de matrimonio entre los dos, se acordó que el primer hijo de su matrimonio se convertiría en clérigo. Sin embargo, el contrato permitía que el primer hijo se convirtiera en conde, si así lo deseaba. Esto llevó a múltiples disputas entre Otón IV y su hermanastro Juan II del segundo matrimonio de su padre.
En 1541, se unió al Ejército inglés. En 1544, retornó a Alemania y se unió al personal de los Caballeros Teutónicos. Durante su ausencia, Rietberg fue administrado por un alguacil hesiano. Otón IV promulgó una orden de la iglesia evangélica según el modelo de la Orden de la Iglesia de Hesse.
Otón IV murió ante las puertas de Metz el 5 o 6 de enero de 1553. Fue enterrado en el monasterio franciscano de Rietberg. Su primo Federico Wetter administró el Condado de Rietberg hasta que el hermanastro de Otón, Juan II, asumió el control.

## Matrimonio
Antes del 1 de febrero de 1541, Otón IV contrajo matrimonio con Catalina, la hija menor del Conde Palatino Alejandro de Zweibrücken. El matrimonio no tuvo hijos.